# 淮滨街道 (蚌埠市)
淮滨街道，是中华人民共和国安徽省蚌埠市淮上区下辖的一个乡镇级行政单位。

## 行政区划
淮滨街道下辖以下地区：
淮河社区。